# 入力インピーダンス

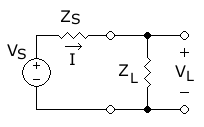
単純な電源と負荷の回路図

入力インピーダンス（にゅうりょくインピーダンス、英: Input Impedance）とは、ある電気回路や電子機器の、入力側から見たインピーダンスである。負荷インピーダンス（ふかインピーダンス、英: Load Impedance）、外部インピーダンス（がいぶインピーダンス、英: External Impedance）とも。

## 音響機器
オーディオのラインでは一般に「ロー出しハイ受け」と言われる、インピーダンス整合をしない接続がおこなわれる。多種多様な機器をあれこれつなぎかえる場合はそのほうが簡便であるためである。このため、たとえばアンプの入力インピーダンスは数kΩ～数十kΩと、ラインの標準である600Ωに比べ高めにするのが一般的である。真空管アンプや、現代のアンプでもFETを工夫して使えば100kΩ～1MΩといった非常に高い入力インピーダンスも可能だが、ノイズに弱くなる（ハイ受け一般の傾向として、電力ではなく電圧として信号を受けるために、電力としては小さいノイズであっても、それを信号と混じって拾ってしまう）ので、程々とする。

## ビデオなどの高周波信号システム
ビデオなどのシステムの入力インピーダンス、伝送線路のインピーダンス、出力インピーダンスは等しくなるよう設計される。これを「無反射インピーダンス整合」あるいは「整合接続」などと呼ぶ。この場合、受信側で信号の反射が起きないようインピーダンスを整合させなければならない。ビデオ回路での反射は「ゴースト」となって現れ、元の画像の若干遅延した弱い信号が重なって表示される（一般に元の画像の右にずれた形で現れる）。
Zload = Zline = Zsource

## 高周波電力システム
電力を搬送する電気回路では、インピーダンス整合が以下のような理由で重要となる。
- 最大電力を最大効率で転送するには、送信機の出力、伝送線路（より線対、導波管など）、アンテナシステムといった全体でインピーダンスを整合（複素共役整合）させる必要がある。最大電力においては Zload = Zsource* である（ここで * は複素共役を意味する）。
- インピーダンスの不整合を生じると、反射によって伝送線路内に定常波が生じる。すなわち、一定間隔で電圧が通常より高くなる。その電圧が伝送線路の絶縁破壊強度を越えると放電が起きる。さらにそれによって高電圧のパルス波が生じ、送信機を破壊することもある。反射のない整合のとれた状態では、Zload = Zsource となる（複素共役ではない）。

抵抗値成分のみを考えた場合、これら2つのインピーダンス整合は等価である。